# Артільний провулок (Житомир)
 Артільний провулок  — провулок в Богунському районі Житомира, виробничий топонім.

## Розташування
Провулок знаходиться в місцині Рудня. Починається від вулиці Короленка, напроти Руднянського майдану, прямує на південний захід, до узбережжя Кам'янки, де розгалужується на обидві сторони. Перетинається з 2-м Руднянським провулком.
Довжина провулку — 350 метрів.

## Історія
Попередня назва провулку — провулок Рихальського. Рішенням сесії Житомирської міської ради від 28 березня 2008 року № 583 «Про затвердження назв топонімічних об'єктів у місті Житомирі» для об'єкту було затверджено назву Артільний провулок.

## Транспорт
- Автобус № 14 — на вулиці Короленка, зупинка «Майдан Руднянський»